# By- og Boligministeriet
By- og Boligministeriet var et dansk ministerium, der eksisterende fra 1947 til 2001; dog var det lagt sammen med Arbejdsministeriet 1949–1950 og med Indenrigsministeriet 1950–1955. Ministeriet hed frem til 1997 blot Boligministeriet. Ministeriet blev nedlagt som følge af ændringer i ressortfordelingen ved VK-regeringens tiltræden 27. november 2001.
By- og Boligministeriet varetog opgaver indenfor boligpolitik (boligstøtte, regler for almennyttigt byggeri, boliganvisning m.v.) byfornyelsesprojekter (bl.a. kvarterløft) m.v., ligesom ministeriet havde opgaver som statens ejendomme og slotte under sig (Slots- og Ejendomsstyrelsen, nu Styrelsen for Slotte & Kulturejendomme), kartografi (Kort- og Matrikelstyrelsen) samt visse planlægningsopgaver. Frem til 1973 havde ministeriet desuden opgaver indenfor byplanlægning, men det område blev flyttet til Miljøministeriet. Statens Byggeforskningsinstitut hørte desuden under ministeriet.
Efter ministeriets nedlæggelse hører by- og boligpolitikken under Erhvervs- og Økonomiministeriet, mens enkelte områder blev overført til Socialministeriet (siden 2007 Velfærdsministeriet). By- og Boligministeriets sidste minister var Lotte Bundsgaard (S).